# فرودگاه لایپزیگ/هاله
فرودگاه لایپزیگ/هاله (به انگلیسی: Leipzig/Halle Airport) (به زبان بومی: Flughafen Leipzig/Halle) یک فرودگاه همگانی مسافربری با کد یاتا LEJ است که یک باند فرود بتن دارد و طول باند آن ۳۶۰۰ متر است. این فرودگاه در مرز میان دو شهر لایپزیگ و هاله (زاله) کشور آلمان قرار دارد و در ارتفاع ۱۴۳ متری از سطح دریا واقع شده‌است.

## شرکت‌های هواپیمایی و مقصدهای پروازی

### مسافری
The following airlines operate regular scheduled and charter flights at Leipzig/Halle Airport:
| شرکت‌های هواپیمایی                                          | مقصدهای پروازی |
| ---------------------------------------------------------- | --- |
| ایجین ایرلاینز                                             | هراکلین (آغاز از ۱۴ اکتبر ۲۰۱۷) |
| ایر قاهره                                                  | فصلی: غردقه، مرسی عالم |
| AlMasria Universal Airlines                                | چارتر فصلی: غردقه |
| آسترا ایرلاینز                                             | چارتر فصلی: هراکلین |
| آسترین ایرلاینز                                            | وین |
| Azur Air Germany                                           | چارتر فصلی: پونتا کانا (آغاز از ۱۷ نوامبر ۲۰۱۷) |
| بلغارین ایر چارتر                                          | فصلی: بورگاس، وارنا |
| کوندور فلوگدینست                                           | آنتالیا، فوئرته‌ونتورا، گرن کناریا، غردقه، پالما د مایورکا، تنریف جنوبی فصلی: بورگاس، کورفو، کریستیانو رونالدو، هراکلین، ایبیزا، جزیره کوس، لانزاروته، رود چارتر فصلی: آل مکتوم (آغاز از ۱ نوامبر ۲۰۱۷)                                                               |
| کرندون ایرلاینز                                            | چارتر فصلی: آنتالیا |
| Corendon Dutch Airlines                                    | چارتر فصلی: مراکش-منارا |
| Corendon Greece Airlines                                   | چارتر فصلی: هراکلین |
| یورو وینگز                                                 | دوسلدورف، پالما د مایورکا |
| یورو وینگز اجرا توسط جرمن‌وینگز                             | کلن بن، دوسلدورف، اشتوتگارت |
| FlyEgypt                                                   | چارتر فصلی: غردقه، شرم‌الشیخ، مرسی عالم |
| فری‌برد ایرلاینز                                            | چارتر فصلی: آنتالیا |
| جرمنیا                                                     | فصلی: دبرسن، سالفرملیک |
| لوفت‌هانزا                                                  | فرانکفورت |
| لوفت‌هانزا رجینال اجرا توسط لوفت‌هانزا سیتی‌لاین              | فرانکفورت، مونیخ |
| نسما ایرلاینز                                              | چارتر فصلی: غردقه |
| نیکی لوفت‌فارت                                              | پالما د مایورکا |
| نوول‌ایر                                                    | فصلی: دیربا–زارزیس، النفیضه حمامات |
| پگاسوس ایرلاینز                                            | فصلی: آنتالیا |
| RusLine                                                    | دوموده‌دوو |
| رایان‌ایر                                                   | استانستد لندن |
| Small Planet Airlines (Germany)                            | جزیره کوس، لارناکا چارتر فصلی: فوئرته‌ونتورا، گرن کناریا، هراکلین، لانزاروته، رود |
| Sundair                                                    | هراکلین چارتر فصلی: رود |
| سان اکسپرس                                                 | آنتالیا |
| سان‌اکسپرس دویچلند                                          | اگادیر المسیره، لامتزیا ترمه، مرسی عالم فصلی: آنتالیا، بورگاس، دوبروونیک (برقراری مجدد از ۳ اکتبر ۲۰۱۷), النفیضه حمامات، فوئرته‌ونتورا، گرن کناریا، هراکلین، غردقه، پالما د مایورکا (آغاز از ۴ اکتبر ۲۰۱۷)، اسپلیت (برقراری مجدد از ۲ اکتبر ۲۰۱۷), تنریف جنوبی، وارنا |
| سوئیس اینترنشنال ایرلاینز اجرا توسط سوئیس گلوبال ایر لاینز | زوریخ |
| تیلویند ایرلاینز                                           | چارتر فصلی: آنتالیا |
| ترکیش ایرلاینز                                             | آتاترک فصلی: آنتالیا |

### باری
| شرکت‌های هواپیمایی                                    | مقصدهای پروازی |
| ---------------------------------------------------- | --- |
| AirBridgeCargo Airlines                              | شرمتیوو |
| دی‌اچ‌ال اوییشن اجرا توسط ای‌بی‌ایکس ایر                 | بروکسل، مرتلا محمد |
| دی‌اچ‌ال اوییشن اجرا توسط Aero Charter                 | بوریسپیل |
| دی‌اچ‌ال اوییشن اجرا توسط آئرولوگیک                    | بحرین، بنگالورو، سووارنابومی، اوریو آل سریو، سینسیناتی/کنتاکی شمالی، ایندیرا گاندی، دوبی، ایست میدلند، فرانکفورت، هنگ کنگ، اقبال لاهوری، چاتراپاتی شیواجی، اینچئون، شانگهای پودنگ، چانگی سنگاپور، تاشکند |
| دی‌اچ‌ال اوییشن اجرا توسط ای‌اس‌ال ایرلاینز ایرلند       | اسخیپول آمستردام، آتن، اوریو آل سریو، بروکسل، ایست میدلند، فرانکفورت، هیترو لندن، لوتن لندن، مادرید-باراخاس |
| دی‌اچ‌ال اوییشن اجرا توسط Aviastar-TU                  | شرمتیوو |
| دی‌اچ‌ال اوییشن اجرا توسط Aviavilsa                    | ویلنیوس |
| دی‌اچ‌ال اوییشن اجرا توسط Bluebird Cargo               | ژنو، تورکو |
| دی‌اچ‌ال اوییشن اجرا توسط دی‌اچ‌ال ایر بریتانیا          | اسخیپول آمستردام، آتن، بازل-مولوز-فرایبورگ اروپا، اوریو آل سریو، بلوونی گوگلیلمو مارکونی، بروکسل، بوداپست فرنک لیست، سینسیناتی/کنتاکی شمالی، کلن بن، ایست میدلند، هنگ کنگ، لیون-سینت اگزوپری، مارسی پروانس، مونیخ، جان اف کندی، گاردرموئن اسلو، شارل دوگل پاریس، چمپینو، رم، اشتوتگارت، ترویزو، ویتوریا، شوپن ورشو |
| دی‌اچ‌ال اوییشن اجرا توسط یوروپین ایر ترنسپورت لایپزیگ | بارسلونا-ال پرات، اوریو آل سریو، ام. آر. استفانیک، بروکسل، کپنهاگ، ایست میدلند، فرانکفورت، هلسینکی، لینز، هیترو لندن، مادرید-باراخاس، نانت آتلانتیک، گالیله، چمپینو، رم، صوفیه، استکهلم-آرلاندا، بن گوریون، ویتوریا، گدایسک لخ والسا، کاتوویتس                                                                     |
| دی‌اچ‌ال اوییشن اجرا توسط کالیتا ایر                   | بحرین، بروکسل، سینسیناتی/کنتاکی شمالی، ایندیرا گاندی، هنگ کنگ، جان اف کندی، شارجه |
| دی‌اچ‌ال اوییشن اجرا توسط ام‌ان‌جی ایرلاینز              | اوریو آل سریو، آتاترک |
| دی‌اچ‌ال اوییشن اجرا توسط آرای‌اف-اویا                  | لئوس جانسیک استراوا، ریگا |
| دی‌اچ‌ال اوییشن اجرا توسط Southern Air                 | سینسیناتی/کنتاکی شمالی، هنگ کنگ، لس‌آنجلس، شارجه، ایست میدلند |
| دی‌اچ‌ال اوییشن اجرا توسط Swiftair                     | بلگراد نیکولا تسلا، بروکسل، ژنو، لینز، لیوبلیانا، تورکو، ویتوریا |
| دی‌اچ‌ال اوییشن اجرا توسط پولار ایر کارگو              | آلماتی، بحرین، سینسیناتی/کنتاکی شمالی |

### Military
Some US airlines fly to Leipzig/Halle on behalf of the وزارت دفاع ایالات متحده آمریکا, to bring نیروی زمینی ایالات متحده آمریکا troops to افغانستان and عراق. Leipzig/Halle is used as technical stop for refueling on these flights. They do not appear at any official timetable. Soldiers flown via Leipzig/Halle are listed as transit passengers in its traffic statistics. میامی ایر اینترنشنال airlines and others operate military charter flights via Leipzig/Halle.